# Supercoupe d'Azerbaïdjan de football
La Supercoupe d'Azerbaïdjan de football est une compétition de football opposant lors d'un match le champion d'Azerbaïdjan au vainqueur de la coupe d'Azerbaïdjan. 

## Histoire
La compétition est créée en 1993, avec la victoire du FK Neftchi Bakou. L'année suivante, le match n'est pas disputé, le FK Qarabağ Ağdam réalisant le doublé coupe-championnat 1993 ; la Supercoupe lui est remise directement.
L'édition suivante est remportée par le Neftchi Bakou.
La Supercoupe est alors abandonnée jusqu'en 2013 avec une victoire du FK Khazar Lankaran contre le FK Neftchi Bakou.

## Palmarès
| Année | Vainqueur                                   | Score                                       | Finaliste                                   |
| ----- | ------------------------------------------- | ------------------------------------------- | ------------------------------------------- |
| 1993  | FK Neftchi Bakou                            | 4-1                                         | FK Inshaatchi Bakou                         |
| 1994  | FK Qarabağ Ağdam (doublé Coupe-Championnat) | FK Qarabağ Ağdam (doublé Coupe-Championnat) | FK Qarabağ Ağdam (doublé Coupe-Championnat) |
| 1995  | FK Neftchi Bakou                            | 1-1, 8-7 tab                                | PFK Turan Tovuz                             |
| 2013  | FK Khazar Lankaran                          | 2-1                                         | FK Neftchi Bakou                            |